# Litevská sovětská socialistická republika
Litevská sovětská socialistická republika (Litevská SSR; litevsky Lietuvos Tarybų Socialistinė Respublika – Lietuvos TSR) byl oficiální název Litvy po její okupaci a anexi Sovětským svazem ve dnech 15. – 17. června 1940 (vyjma krátkého období německé okupace 1941–1944). 21. července 1940 byla vyhlášena Litevská SSR, která byla počátkem srpna oficiálně přijata do SSSR. Litevská SSR zanikla 11. března 1990, kdy její Nejvyšší sovět vyhlásil nezávislost na SSSR. Byla tak obnovena Litevská republika.

Vlajka Litevské SSR
Znak Litevské SSR

## Hymna Litevské SSR a překlad

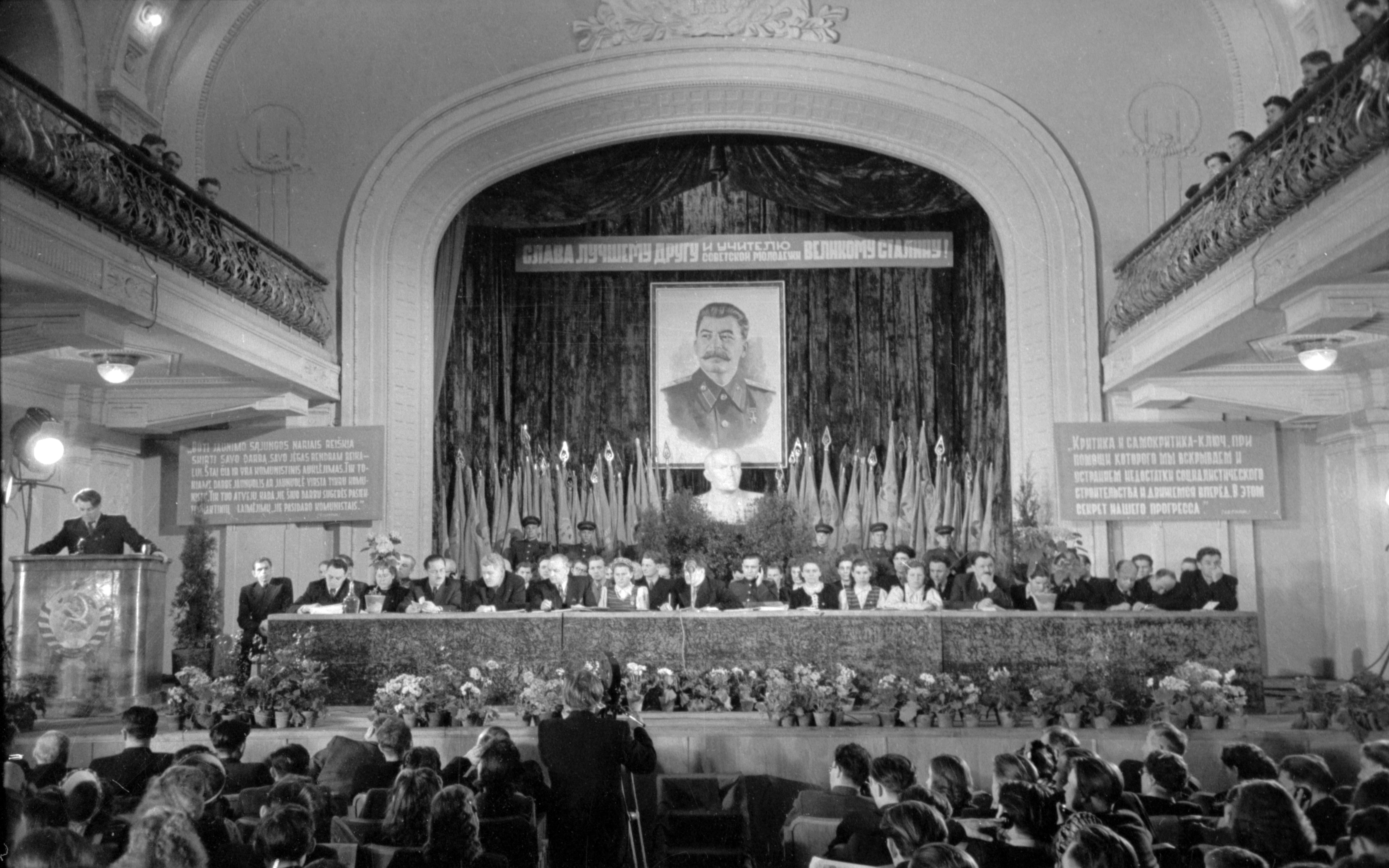
Šestý sjezd mladých komunistů Litvy (1951).

| Originál | Český překlad |
| --- | --- |
| Tarybinę Lietuvą liaudis sukūrė, Už laisvę ir tiesą kovojus ilgai. Kur Vilnius, kur Nemunas, Baltijos jūra, Ten klesti mūs miestai, derlingi laukai. Tarybų Sąjungoj šlovingoj, Tarp lygių lygi ir laisva, Gyvuok per amžius, būk laiminga, Brangi Tarybų Lietuva! Į laisvę mums Leninas nušvietė kelią, Padėjo kovoj didi rusų tauta. Mus Stalinas veda į laimę ir galią1, Tautų mūs draugystė kaip plienas tvirta. Tarybų Sąjungoj šlovingoj, Tarp lygių lygi ir laisva, Gyvuok per amžius, būk laiminga, Brangi Tarybų Lietuva! Tėvynė galinga, nebijom pavojų, Tebūna padangė taiki ir tyra. Mes darbu sukursim didingą rytojų, Ir žemę nušvies komunizmo aušra. Tarybų Sąjungoj šlovingoj, Tarp lygių lygi ir laisva, Gyvuok per amžius, būk laiminga, Brangi Tarybų Lietuva! | Sovětskou Litvu vytvořili lidé, Po dlouhém boji za svobodu a pravdu. Kde je Vilnius, kde Němen, Baltské moře, Tam kvetou naše města, úrodná pole. Do slavného Sovětského svazu, Rovná a volná mezi rovnými, Žij věčně, buď šťastná, Milá sovětská Litvo! Lenin nám osvětlil cestu ke svobodě, Velký ruský národ pomáhal v boji. Stalin nás vede ke štěstí a síle, Přátelství mezi našimi národy je pevné jako ocel.. Do slavného Sovětského svazu, Rovná a volná mezi rovnými, Žij věčně, buď šťastná, Milá sovětská Litvo! Vlast je mocná, nebojíme se nebezpečí, Ať je nebe klidné a čisté. Budeme pracovat na vytvoření skvělého zítřka, A země bude osvětlena úsvitem komunismu. Do slavného Sovětského svazu, Rovná a volná mezi rovnými, Žij věčně, buď šťastná, Milá sovětská Litvo! |